# تام نیکولز (آکادمیک)
توماس ام نیکولز (متولد ۷ دسامبر ۱۹۶۰) یک متخصص آکادمیک در امور بین‌الملل است. او در حال حاضر استاد کالج جنگ نیروی دریایی ایالات متحده و مدرسه توسعه هاروارد است. کار او پرداختن به مسائل مربوط به روسیه، سلاح‌های هسته‌ای و امور امنیت ملی است. او قبلاً عضو مرکز مطالعات استراتژیک و بین‌المللی، شورای اخلاقی کارنگی در امور بین‌الملل و مدرسه دولتی جان اف کندی در دانشگاه هاروارد بود. 

## سنین جوانی و تحصیل
توماس ام نیکلز در شیکوپی، ایلات ماساچوست بزرگ شد. او در سخنرانی خود در بنیاد هریتیج اظهار داشت که از خانواده تحصیل‌کرده نبوده‌است و والدینش «هر دو بچه‌های دوران رکود بزرگ بودند که تحصیلات متوسطه را رها کردند.» 
نیکولز دارای مدرک کارشناسی علوم سیاسی از دانشگاه بوستون است. مدرک کارشناسی ارشد علوم سیاسی از دانشگاه کلمبیا؛  و دکتری در دولت از دانشگاه جورج تاون   او همچنین دارای گواهینامه از مؤسسه هریمن دانشگاه کلمبیا است. 

## حرفه
نیکولز در کالج دارتموث و دانشگاه جورج تاون روابط بین‌الملل و همچنین امور شوروی و روسیه را تدریس می‌کرد.   او همچنین در برنامه امنیت بین‌المللی در مدرسه کندی هاروارد عضو بود.  نیکولز رئیس امور امنیت ملی در کالج جنگ نیروی دریایی ایالات متحده بود که در آنجا همچنین ریاست دیپلماسی عمومی فارست شرمن را بر عهده داشت.   نیکولز وزیر سابق نیروی دریایی بوده  و همچنین در برنامه امنیت بین‌المللی و پروژه مدیریت اتم در مدرسه کندی هاروارد عضو است. 
وی در سال ۱۹۹۶ به عنوان استادیار در کالج دارتموث تدریس کرده، جایی که در آن سیاست تطبیقی و امور روسیه را هم در وزارت دولت تدریس می‌کرد.  وی در سال ۲۰۰۵ در مدرسه توسعه هاروارد شروع به تدریس کرد و دوره‌هایی در زمینه سلاح‌های هسته‌ای، جنگ سرد و مسائل امنیت ملی تدریس کرد. 
در سال ۲۰۱۱، نیکولز به عنوان عضو مدرسه دولت جان اف کندی در دانشگاه هاروارد انتخاب شد.  در این مدت او شروع به کار روی کتابی در مورد استراتژی هسته‌ای کرد که بعداً در سال ۲۰۱۴ با عنوان بدون استفاده: سلاح‌های هسته‌ای و امنیت ملی ایالات متحده منتشر شد.  این کتاب تجزیه و تحلیل سیاست‌های تسلیحات هسته‌ای آمریکا در اصلاحات احتمالی استراتژی هسته‌ای ایالات متحده است. 
نیکولز در سال ۲۰۱۲ موفق به دریافت جایزه تعلیم و تربیت Petra T. Shattuck از مدرسه توسعه هاروارد شد. 
در سال ۲۰۱۶، به همراه ویلیام پری، وزیر دفاع سابق ایالات متحده، نیکولز یکی از ۹ نفری بود که به عنوان اولین استادان در دانشکده مطالعات نیروی استراتژیک USAF معرفی شد.  وی در مسائل بازدارندگی هسته ای تخصص داشت. 
از سال ۲۰۱۹، نیکولز استاد گروه امور امنیت ملی در کالج جنگ نیروی دریایی ایالات متحده است،   در حالی که دوره‌هایی را نیز به عنوان استاد کمکی در مدرسه توسعه هاروارد تدریس می‌کند.    او علاوه بر این از اعضای ارشد شورای کارنگی در زمینه اخلاق در امور بین‌الملل در شهر نیویورک است. 
در سال ۱۹۸۸، نیکولز در سنای ایالات متحده به عنوان کارمند شخصی در امور دفاعی و امنیتی سناتور جان هاینز خدمت کرد.   

## جوایز
- Petra T. Shattuck Excellence in Teaching Award from Harvard Extension School (2012) [۵]
- جایزه خدمات غیرنظامی شایسته نیروی دریایی. [۵]

## سیاست
نیکولز خود را محافظه کارتوصیف می‌کند. در جریان مبارزات انتخاباتی ریاست جمهوری ۲۰۱۶، نیکولز استدلال کرد که محافظه کاران باید به هیلاری کلینتون، که وی از او متنفر بود، رای دهند؛ زیرا ترامپ «از نظر روانی بسیار ناپایدار بود» تا بتواند به عنوان فرمانده کل خدمت کند. نیکولز این بحث را برای انتخابات میان دوره ای ۲۰۱۸ ادامه داد.
پس از تأیید برت کاوانا به دیوان عالی ایالات متحده، نیکولز در ۷ اکتبر ۲۰۱۸ اعلام کرد که او از حزب جمهوری‌خواه جدا می‌شود و مستقل می‌شود و مدعی شد که رای مثبت سناتور سوزان کالینز در مورد تأیید او را متقاعد کرد که حزب جمهوری‌خواه برای اعمال قدرت سیاسی خام وجود دارد. وی همچنین از حزب دموکرات به دلیل «شکاف بین غرایز توتالیتر از یک سو و سوء تفاسیر سیاسی کامل از طرف دیگر» انتقاد کرد و گفت که رفتار حزب در جلسات کاوانا، به استثنای سناتورهای کریس کونز، شلدون وایتهاوس و امی کلوبوچار، قابل اجرا اما جمهوری خواهان تهدیدی برای حاکمیت قانون و هنجارهای قانون اساسی شده‌اند.
نیکولز در ستون نظریات خود با استناد به گزارش مولر مدعی شد که ترامپ در نقش خود به عنوان یک شهروند و سپس به عنوان فرمانده کل قوا شکست خورده و اقدامات بیشتری برای جلوگیری و مجازات مداخله روسیه در انتخابات ریاست جمهوری ۲۰۱۶ انجام نداده‌است.

## انتشارات

### کتاب‌ها
- علت مقدس: درگیری نظامی-نظامی بر سر امنیت ملی اتحاد جماهیر شوروی، ۱۹۱۷–۱۹۹۲ (۱۹۹۳ ، انتشارات دانشگاه کرنل)شابک ‎۰۸۰۱۴۲۷۷۴۶
- ریاست جمهوری روسیه: جامعه و سیاست در جمهوری دوم روسیه (۱۹۹۹، Palgrave Macmillan)شابک ‎۰۳۱۲۲۹۳۳۷۲
- برنده شدن جهان: درسهایی برای آینده آمریکا از جنگ سرد (۲۰۰۲، پراگر)شابک ‎۰۲۷۵۹۶۶۶۳۱
- شب تخریب: عصر آینده جنگ پیشگیرانه (۲۰۰۸ ، انتشارات دانشگاه پنسیلوانیا)شابک ‎۰۸۱۲۲۴۰۶۶۹
- سلاح‌های هسته ای تاکتیکی و ناتو، (ویراستار مشترک) (۲۰۱۲، کتابفروشی نظامی)شابک ‎۱۵۸۴۸۷۵۲۵۹
- عدم استفاده: سلاح‌های هسته ای و امنیت ملی ایالات متحده (۲۰۱۳ ، انتشارات دانشگاه پنسیلوانیا)شابک ‎۰۸۱۲۲۴۵۶۶۰
- مرگ تخصص: کمپین علیه دانش تأسیس شده و دلیل اهمیت آن (۲۰۱۷ ، انتشارات دانشگاه آکسفورد)شابک ‎۰۱۹۰۴۶۹۴۱۲، مطالعه اینکه چرا مردم به دانش ثابت اعتماد ندارند و چگونه این امر به ثبات دموکراتیک آسیب می‌رساند.
- بدترین دشمن خودمان: حمله از درون به دموکراسی مدرن (۲۰۲۱ ، انتشارات دانشگاه آکسفورد)شابک ‎۰۱۹۷۵۱۸۸۷۷